# Khaman Maluach
Khaman Madit Maluach, né le 14 septembre 2006 à Rumbek au Soudan du Sud, est un joueur sud-soudanais de basket-ball évoluant au poste de pivot.

## Biographie

### Jeunesse
Né à Rumbek au Soudan du Sud, il doit fuir les conflits du pays et se réfugie avec sa famille en Ouganda. Petit, il joue au football et s'imaginait évoluer en Premier League, plus haut niveau du football en Angleterre.
En 2019, sa grande taille (2,18 m) est remarquée par un mototaxi qui l'incite à se lancer dans le basket-ball. Il s'initie à ce sport lors d'un camp organisé par Luol Deng. Maluach y voit des garçons de sa taille, heureux et se sent à sa place. Les premiers pas sont cependant difficiles, car le terrain le plus proche est à presque une heure de marche. Maluach n'a ni entraîneur, ni chaussures mais effectue quotidiennement le trajet pour s'entraîner seul, appliquant les gestes des joueurs NBA visionnés sur YouTube.
En 2023, il rejoint la NBA Academy au Sénégal. Un recruteur envoie l'une de ses vidéos à Troy Justice, vice-président senior de la NBA. Il intègre le programme « Basketball Without Borders », proposé par la NBA, et lors duquel il est élu MVP et joueur défensif.
La même année, Maluach défend les couleurs du Soudan du Sud lors de la coupe du monde FIBA 2023. En 2024, à 17 ans, il est le plus jeune joueur de basket-ball à participer aux Jeux olympiques de Paris. Il rejoint dans la foulée l'université Duke, réputée pour son équipe de basket-ball.

### NBA
Khaman Maluach est sélectionné en dixième position par les Rockets de Houston, puis directement envoyé aux Suns de Phoenix, lors de la draft 2025 de la NBA.

## Statistiques

### Universitaires
| Saison    | Équipe   | Matchs | Titul. | Min./m | % Tir | % 3pts | % LF | Rbds/m. | Pass/m. | Int/m. | Ctr/m. | Pts/m. |
| --------- | -------- | ------ | ------ | ------ | ----- | ------ | ---- | ------- | ------- | ------ | ------ | ------ |
| 2024-2025 | Duke     | 39     | 39     | 21,2   | 71,2  | 25,0   | 76,6 | 6,60    | 0,50    | 0,20   | 1,30   | 8,60   |
| Carrière  | Carrière | 39     | 39     | 21,2   | 71,2  | 25,0   | 76,6 | 6,60    | 0,50    | 0,20   | 1,30   | 8,60   |

## Palmarès et distinctions individuelles

### Universitaires
- ACC All-Freshman Team (2025)